# August Caelids
August Caelids (ACD) é uma chuva de meteoros, a segunda descoberta por brasileiros. Recebeu esta denominação por ter seu radiante situado na constelação do Cinzel, e como ocorre em agosto, ganhou o nome do mês em latim.

## História
Foi uma das duas primeiras chuvas de meteoros descobertas no Brasil pela Bramon. Enquanto trabalhava nos cálculos que viriam a comprovar a existência da chuva de meteoros Epsilon Gruids, o astrônomo amador Lauriston Trindade percebeu um agrupamento de meteoros na Constelação do Cinzel. Tal agrupamento possuía um bom potencial orbital, isto é, os meteoros apresentavam dissimilaridade orbital dentro dos limites normalmente aceitos, para o DD, na caracterização de chuvas de meteoros. 
Foram encontrados no grupo, cerca de duas dezenas de meteoros registrados no período compreendido entre 2014 e 2016 e começou a análise combinatória. A metodologia utilizada foi a mesma da descoberta da chuva #797 EGR, mas as ferramentas de cálculo utilizadas eram mais rápidas. Algumas planilhas eletrônicas combinadas já executavam as vezes dos cálculos manuais iniciais. Metade dos meteoros da lista inicial mostraram não ter a similaridade orbital necessária e foram descartados. Mas quanto menor era o grupo restante mais refinada ficou a órbita média. Foi então possível observar que o grupo tinha correlação matemática clara, dentro do que a ciência de meteoros vigente poderia tomar como uma chuva de meteoros legítima. O pesquisador Carlos Di Pietro conferiu os cálculos e comprovou mais uma descoberta, que foi reconhecida pelo Meteor Data Center, órgão ligado à União Astronômica Internacional (UAI) em 20 de março de 2017, e consequentemente passou a fazer parte da lista mundial de chuvas de meteoros sob código ACD e número 798.
Em dezembro de 2019 foi publicado artigo no WGN, que é o Journal da IMO (International Meteor Organization), expondo a metodologia utilizada na descoberta. 

## Características
É uma chuva de meteoros menor, ocorrendo entre 120,7 e 139,7 de longitude solar. A posição média do radiante possui Ascensão Reta de 68,82º e declinação de -38,15º. Possui uma baixa taxa de ocorrência das denominadas “estrelas cadentes”. As estimativas iniciais constatam uma taxa de 4 meteoros por hora. O seu pico da chuva foi calculado para a noite de 2/3 de agosto a cada ano. Seus meteoros possuem média velocidade no céu, algo como 44,5 km/s.